# Greta Nissen

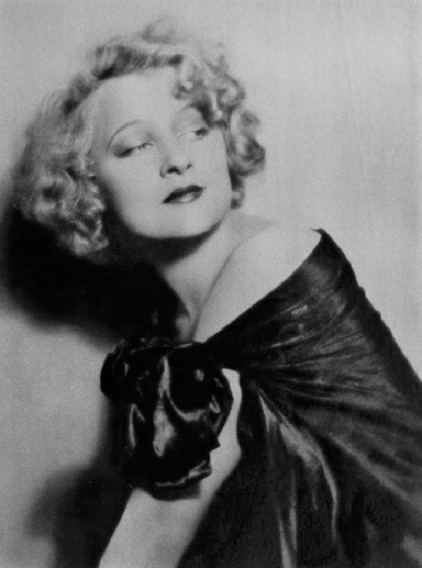
Greta Nissen (1931)

Greta Nissen (* 30. Januar 1906 in Oslo als Grethe Ruzt-Nissen; † 15. Mai 1988 in Montecito, Kalifornien) war eine norwegischstämmige US-amerikanische Film- und Theaterschauspielerin.

## Leben
Nissen wurde 1906 in Oslo als Tochter eines Offiziers geboren. Als Kind durfte sie mit einem Stipendium der norwegischen Königin Maud in Kopenhagen Balletttanz studieren. 1922 debütierte sie als Ballerina am Nationaltheatret in Oslo. 1923 und 1924 spielte sie in zwei dänischen Filmen mit Pat & Patachon mit – es blieben die einzigen in Skandinavien gedrehten Filme der Schauspielerin.
1924 ging Nissen mit einer dänischen Tanzkompanie in die Vereinigten Staaten. Dort studierte sie kurz Tanz bei Michel Fokine. Im gleichen Jahr wurde sie von George Simon Kaufman für die Broadway-Aufführung des Theaterstücks Beggar on Horseback engagiert. Mordaunt Hall, Kritiker der New York Times, schrieb, sie sei „eine attraktive und intelligente Schauspielerin mit einer bemerkenswerten Persönlichkeit“. Am Broadway sah sie der Filmproduzent Jesse L. Lasky von Paramount Pictures, der Nissen für den 1925 erschienenen Film Der Wanderer engagierte. Im gleichen Jahr spielte sie außerdem noch in Durchlaucht macht eine Anleihe.
1926 spielte sie schon in vier Filmen. Im gleichen Jahr kehrte sie auch an den Broadway zurück und spielte in No Foolin’ unter der Regie von Florenz Ziegfeld. Mit Hinter Haremsmauern (1928) stieg sie zu einem der Stars des amerikanischen Stummfilms auf. Ihr größter Erfolg sollte die Hauptrolle in Höllenflieger werden. Der Film war ursprünglich als Stummfilm konzipiert, doch als Regisseur Howard Hughes den Film Der Jazzsänger sah, beschloss er, seinen Film als Tonfilm aufzunehmen. Da Nissen einen auffälligen norwegischen Akzent hatte, wurde sie durch Jean Harlow ersetzt.
In den 1930er Jahren hatte Nissen aufgrund ihres Akzents immer größere Probleme, Engagements zu bekommen. Sie spielte in einigen britischen Filmen mit und auch am Palace Theatre und dem Ambassadors Theatre in London. 1937 zog sie sich ganz aus dem Filmgeschäft zurück.
Nachdem Nissen zwei Jahre mit dem Schauspieler Weldon Heyburn verheiratet gewesen war, ehelichte sie 1941 den kalifornischen Industriellen Stuart D. Eckert und zog zu ihm nach Montecito. Gemeinsam mit Stuart hatte sie einen Sohn. 
Ende der 1930er Jahre nahm sie die amerikanische Staatsbürgerschaft an. Greta Nissen starb 1988 an den Folgen ihrer Parkinson-Erkrankung.

## Filmografie
- 1923: Pat und Patachon als Fotografen (Originaltitel: Daarskab, dyd og driverter)
- 1924: Pat und Patachon und die kleine Tänzerin (Lille Lise let-paa-taa)
- 1925: Der Wanderer (The Wanderer)
- 1925: Der Spielerkönig (Lost: A Wife)
- 1925: In the Name of Love
- 1925: Durchlaucht macht eine Anleihe (The King on Main Street)
- 1926: The Lucky Lady
- 1926: The Lady of the Harem
- 1926: The Love Thief
- 1926: The Popular Sin
- 1927: Blond oder braun (Blonde or Brunette)
- 1927: Blind Alleys
- 1928: The Butter and Egg Man
- 1928: Hinter Haremsmauern (Fazil)
- 1931: Women of All Nations
- 1931: Ambassador Bill
- 1931: Good Sport
- 1931: Transatlantic
- 1932: Silent Witness
- 1932: Rackety Rax
- 1932: The Unwritten Law
- 1933: Best of Enemies
- 1933: Der Mörder aus der Mexiko-Bar (Life in a Raw)
- 1933: The Circus Queen Murder
- 1933: Melody Cruise
- 1934: The Luck of a Sailor
- 1934: Red Wagon
- 1934: Hired Wife
- 1935: Honours Easy
- 1936: On Secret Service
- 1937: Cafe Colette